# Gens Caecina
Caecina is de naam van een Etruskische familie uit Volaterrae, een van de oude steden van Etrurië. Het lijkt erop dat ze hun naam halen van of gegeven hebben aan de rivier Caecina, dewelke langs Volaterrae vloeit. Leden van deze familie worden voor het eerst vermeld in de eerste eeuw v.Chr., en ze worden uitdrukkelijk aangeduid als autochtone bewoners van Volaterrae. Tijdens de keizertijd komt de naam dikwijls voor, en het is mogelijk dat al deze Caecinae van Etruskische afkomst zijn. Tijdens de regering van Honorius, zo kunnen we lezen, resideerde de dichter Decius Albinus Caecina in zijn villa in de nabijheid van Volaterrae. In de nabijheid van Volterra is tevens de familietombe van de Caecinae gevonden, waaruit we kunnen opmaken dat Ceicna de Etruskische schrijfwijze van hun naam was. In deze tombe werd een prachtige sarcophagus gevonden, die zich nu in het Museum van Parijs bevindt. De familie was onderverdeeld in verscheidene takken, en we vinden overeenkomstig de cognomina Caspu en Tlapuni op urnes en in Latijnse inscripties ook de cognomina Quadratus en Pladdus en vele anderen. (Müller, Etrusker, vol. I p. 416, &c.)

## Bekende leden van degens Caecina
- Aulus Caecina;
- Aulus Caecina, zoon van de vorige;
- Aulus Caecina Largus Volaterannus, vertrouwd agent van Octavianus;
- Aulus Caecina Severus, zoon van de vorige;
- Publius Silius Gaius Caecina, (schoon)zoon van Aulus Caecina Largus Volateranus;
- Gaius Silius Aulus Caecina Largus, kleinzoon van Aulus Caecina Largus Volateranus;
- Caecina Paetus;
- Gaius Caecina Largus;
- Publius Caecina Largus;
- Caecina Tuscus;
- Aulus Caecina Alienus;
- Decius Albinus Caecina.